# FK Spartaks Jurmała
FK Spartaks Jurmała (łot. FK „Spartaks” Jūrmala) – łotewski klub piłkarski, grający w Virslīga, mający siedzibę w mieście Jurmała. Spartaks ma podpisaną umowę o współpracę ze szkołą piłki nożnej i pływania w Jurmale, więc klub może być niekiedy określany jako JPFS/Spartaks (łot. Jūrmalas Peldēšanas un futbola skola/Spartaks).

## Historia
Chronologia nazw:
- 2007 – ...: FK Spartaks Jurmała

Klub został założony na początku 2007 roku jako Spartaks. W 2007 debiutował w trzeciej lidze, w której zdobył mistrzostwo i awansował do drugiej ligi. Następne cztery sezony zespół występował w drugiej lidze. Po zakończeniu sezonu 2011 zajął trzecie miejsce, a potem w barażach pokonał pierwszoligowy JFK Olimps i zdobył historyczny awans do pierwszej ligi.

## Sukcesy

### Trofea międzynarodowe
Nie uczestniczył w rozgrywkach europejskich (stan na 31-05-2012).

### Trofea krajowe
| \| \| Zdobyte trofea w rozgrywkach Łotwy (stan na: 12-11-2018) \| |                                                          |      |                  |
| Rozgrywki                                                         | Osiągnięcie                                              | Razy | Sezon(y)         |
| Mistrzostwo                                                       | I miejsce                                                | 2    | 2016, 2017       |
| Mistrzostwo                                                       | II miejsce                                               | 0    |                  |
| Mistrzostwo                                                       | III miejsce                                              | 0    |                  |
| Mistrzostwo                                                       | 5. miejsce                                               | 1    | 2012             |
| · Puchar                                                          | zdobywca                                                 | 0    |                  |
| · Puchar                                                          | finalista                                                | 0    |                  |
| · Puchar                                                          | 1/8 finału                                               | 3    | 2008, 2011, 2012 |
| II liga                                                           | I miejsce                                                | 0    |                  |
| II liga                                                           | II miejsce                                               | 0    |                  |
| II liga                                                           | III miejsce                                              | 1    | 2012             |
| Łotwa                                                             | Zdobyte trofea w rozgrywkach Łotwy (stan na: 12-11-2018) |      |                  |

- 2. līga (D3):
  - mistrz (1x): 2007
- Najlepszy Klub Sportowy w Jūrmale:
  - zdobywca (1x): 2011

## Stadion
Klub rozgrywa swoje mecze domowe na stadionie Slokas w Jūrmale, który może pomieścić 5,000 widzów.

## Europejskie puchary
Legenda do wszystkich tabel:
- Q – runda eliminacyjna, 1/16, 1/8, 1/4, 1/2 – odpowiednia faza rozgrywek, Grupa – runda grupowa, 1r gr – pierwsza runda grupowa, 2r gr – druga runda grupowa, F – finał, R – runda, PO – play-off
- k. – rzuty karne, los. – losowanie, Dogr. – dogrywka, w. – zasada bramek strzelonych na wyjeździe

| Sezon   | Rozgrywki     | Runda | Klub                | Dom | Wyjazd | Ogólnie |
| ------- | ------------- | ----- | ------------------- | --- | ------ | ------- |
| 2015/16 | Liga Europy   | 1Q    | Budućnost Podgorica | 0–0 | 3–1    | 3–1     |
| 2015/16 | Liga Europy   | 2Q    | Vojvodina           | 1–1 | 0–3    | 1–4     |
| 2016/17 | Liga Europy   | 1Q    | Dynama Mińsk        | 0–2 | 1–2    | 1–4     |
| 2017/18 | Liga Mistrzów | 2Q    | FK Astana           | 0–1 | 1–1    | 1–2     |
| 2018/19 | Liga Mistrzów | 1Q    | Crvena zvezda       | 0–0 | 0–2    | 0–2     |
| 2018/19 | Liga Europy   | 2Q    | SP La Fiorita       | 6–0 | 3–0    | 9–0     |
| 2018/19 | Liga Europy   | 3Q    | Sūduva Mariampol    | 0–1 | 0–0    | 0–1     |

## Skład
Na 10 sierpnia, 2018.
| Nr | Poz. | Piłkarz             |
| -- | ---- | ------------------- |
| 1  | BR   | Andrejs Pavlovs     |
| 2  | OB   | Nikola Kovačevičs   |
| 3  | NA   | Rolands Vagančuks   |
| 4  | OB   | Gints Freimanis     |
| 5  | OB   | Aleksandrs Kosoričs |
| 7  | PO   | Edgars Vardanjans   |
| 9  | PO   | Aleksejs Višņakovs  |
| 10 | NA   | Edgars Gauračs (C)  |
| 11 | PO   | Jurijs Žigajevs     |
| 12 | BR   | Kristofers Minajevs |
| 13 | PO   | Ingars Stuglis      |
| 14 | PO   | Oļegs Dmitrijevs    |

| Nr | Poz. | Piłkarz             |
| -- | ---- | ------------------- |
| 15 | PO   | Artemijs Malejevs   |
| 16 | PO   | Gadži Adžievs       |
| 17 | NA   | Kaspars Svārups     |
| 18 | PO   | Džonatans Monkada   |
| 19 | PO   | Ričards Korzāns     |
| 20 | NA   | Ariagners Smits     |
| 21 | NA   | Marko Šimičs        |
| 23 | OB   | Ingus Šlampe        |
| 25 | OB   | Mārcis Ošs          |
| 27 | OB   | Pāvels Mihadjuks    |
| 81 | BR   | Jevgeņijs Nerugals  |
|    | NA   | Aleksandr Prudnikov |